# 짐 다인
짐 다인(Jim Dine, 1935년 6월 16일~)은 미국의 팝 아티스트이다. 종종 네오 다다이즘 아티스트로 분류되기도 한다.
다인은 해프닝 퍼모먼스로 미술계에서 처음으로 주목을 받았다. 음악가 존 케이지와 협업하여 미술가 클라스 올든버그와 앨런 캐프로와 함께 개척한 해프닝은 뉴욕 미술계에서 유행한 추상표현주의의 음산한 분위기와 완전한 대조를 이루는 혼란스러운 행위 예술이다. 해프닝의 첫 번째 작품인 30초짜리 《더 스마일링 워커》(The Smiling Worker)가 1959년 공연되었다.
경남정보대학교 센텀산학캠퍼스의 광장에 다인이 피노키오를 모티프로 하여 제작한 높이 9.3미터의 조각 작품인 《희망으로 나아가는 소년》(Boy With Hope, Walking Forward)이 전시되어 있다.